# San La Muerte

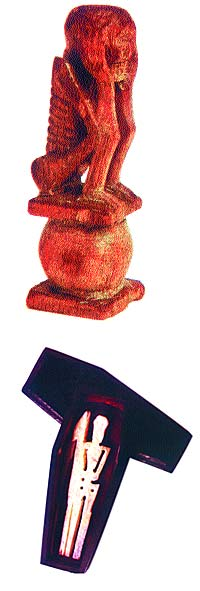
Dos figuras de San La Muerte.

San la Muerte es un santo popular venerado en la región del Cono Sur, cuyo culto se encuentra en el Paraguay,  noreste de la Argentina, principalmente en la provincia de Corrientes el litoral norte del Uruguay, departamentos  Salto  y  Artigas y en el sur de Brasil, estados de Paraná, Santa Catarina y Río Grande del Sur. Y desde la década de 1960, debido a las migraciones internas el culto se ha extendido a otras provincias argentinas como Jujuy, Santa Fe, Buenos Aires, especialmente el Conurbano, y la Capital.
A diferencia de otros santos populares, personajes reales reverenciados por los hechos de su vida o por sus padecimientos frente a las autoridades, San La Muerte no se basa en ninguna persona; sino que representa a la misma Muerte. La Iglesia Católica rechaza expresamente su culto.
San La Muerte es una figura iconográfica, y sus imágenes, talladas generalmente en madera o hueso, sirven de amuleto. La representación más común es un esqueleto humano que porta una guadaña, aunque existen estatuillas con la figura sentada o acuclillada, sin guadaña, con las manos apoyadas en el mentón o en la nuca. En ambos casos se originan en representaciones europeas, sea de la Muerte, identificada con la Parca de la tradición clásica, o con el llamado Señor de la Paciencia.
Según sus devotos, san La Muerte es el protector de las personas socialmente excluidas u oprimidas; motivo por el cual los delicuentes, que se perciben como tales, y los reos lo han adoptado como patrono.
Algunos autores pertenecientes a las religiones afroamericanas de la Santería o la Quimbanda consideran a San la Muerte como un Orisha, una interpretación que no es compartida por otros referentes, quienes consideran que se trata de un ser ajeno al origen de sus tradiciones. Su culto es equivalente al culto  mexicano a la Santa Muerte.

## Nombres
San La Muerte recibe otros nombres como Nuestro Señor de la Muerte, San Esqueleto, Ayucaba, Señor que Todo lo Puede (particularmente en Formosa), San Severo de la Muerte (especialmente en Corrientes y en Formosa), o  La Parca. 

## Veneración

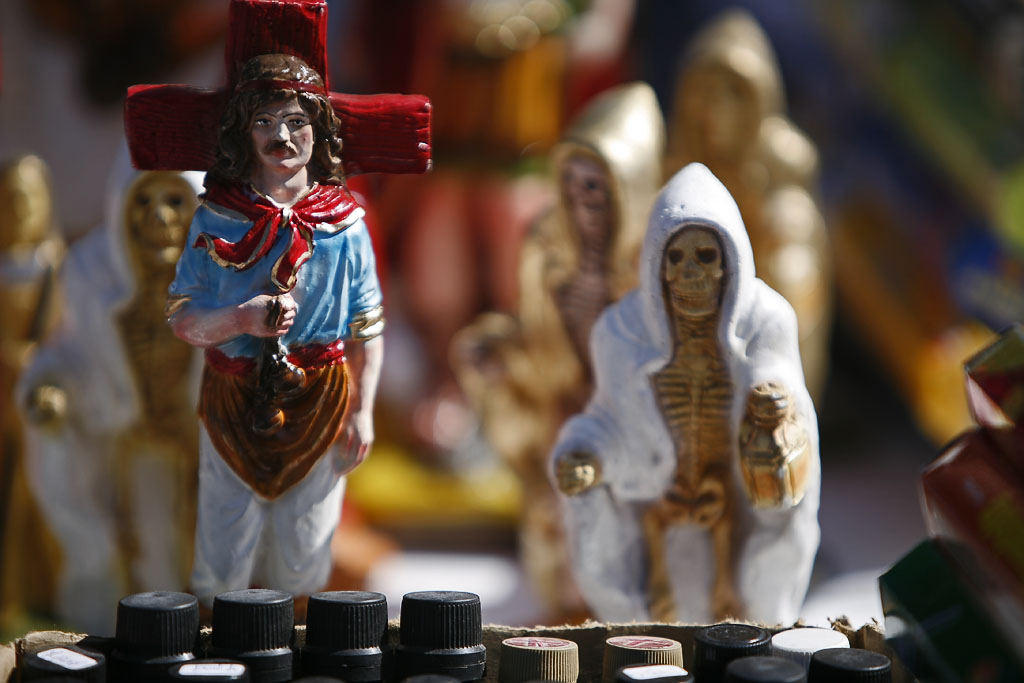
Estatuas de Gauchito Gil y San La Muerte.

Se venera especialmente la imagen, pero esta no se considera eficaz si no está bendecida; siendo, sin embargo, considerado parte de un culto no cristiano,  la iglesia católica se niega a realizar bendiciones de cualquier representación de San La Muerte. En consecuencia sus devotos acuden a las misas católicas con estas imágenes escondidas y, cuando el sacerdote imparte la bendición, se cree que ésta es transferida a la estatuilla.
Algunos devotos de San La Muerte prescinden de toda intervención de la iglesia, realizando sus propias consagraciones o solicitando a otros devotos experimentados que consagren las imágenes en sus altares privados. Del mismo modo, muchos talladores consagran las imágenes al tiempo que las tallan.

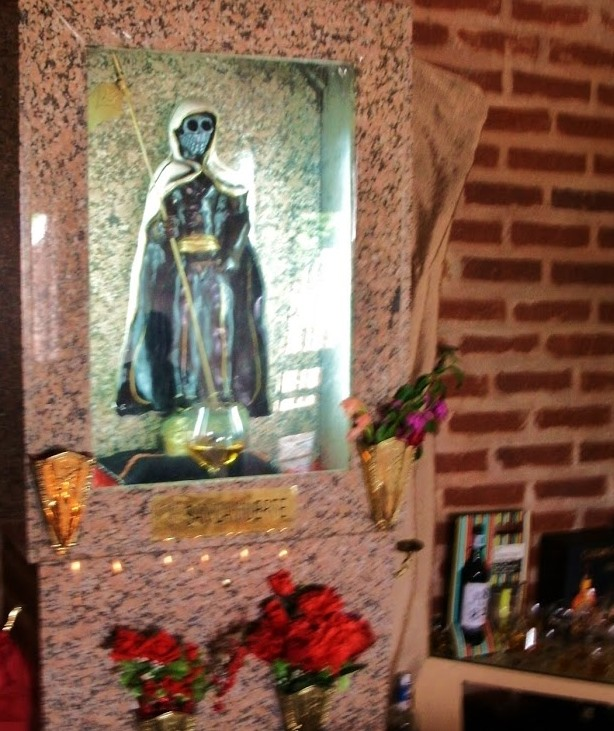
Estatua de San La Muerte con ofrendas de alcohol.

Los portadores del amuleto de San La Muerte creen ser invulnerables a maleficios y desgracias. El culto se basa en oraciones dirigidas al santo y ofrendas de objetos de cierto valor, entre los cuales se cuentan bebidas alcohólicas, cigarrillos, flores y recientemente teléfonos móviles. También se encienden velas en sus santuariuos.
El culto a San La Muerte no tiene un día específico del calendario, aunque se considera consagrados a su veneración el Viernes Santo y al Día de los Fieles Difuntos. En Argentina mayormente se lo venera del 14 o 15 de agosto.

### Principales sitios de devoción
Las sedes de este culto son numerosas, se encuentran en áreas rurales o bien en algunos barrios alejados del centro de las ciudades. En la localidad de Empedrado, Corrientes, así como en el kilómetro 469 de la RN 14, en la misma provincia, hay sendos santuarios de San La Muerte. También en Resistencia, Chaco y en el barrio de Santa Inés, municipio de Garupá, Misiones. Un santuario importante se encuentra en Wilde, Avellaneda, provincia de Buenos Aires, donde el 16 de agosto se festeja a San La Muerte con una vigilia previa y peñas folklóricas.
En la ciudad de Itá, Paraguay, hay un oratorio construido en honor a San La Muerte. 